# Father Murphy (gruppo musicale)
I Father Murphy sono un gruppo neopsichedelico e noise rock Italiano, dalla forma intimista e spesso influenzata dai temi dell'occulto.

## Storia del gruppo
Il gruppo nasce dal sodalizio fra Federico Zanatta alias "Freddie Murphy" (Treviso, 1977), Chiara Lee e Vittorio Demarin alias "GVitron".
Il primo EP esce con il titolo omonimo per la Madcap Collective, etichetta fra i cui fondatori vi è lo stesso Federico Zanatta. Nei primi anni nei concerti cambiano continuamente la formazione, stabilizzandosi come trio a fine 2004, e quindi dalla fine del 2013 con l'attuale formazione.
La seconda uscita discografica è When We Were Young The World Wasn't In Your Hands uno split CD diviso con il progetto parallelo di Zanatta che qui prende il nome di Mrs France.
Nel 2005 esce anche Six Musicians Getting Unknown, al quale farà seguito un lungo tour italiano e tedesco e l'anno successivo vede l'uscita dello split album con Lorenzo Fragiacomo.
È la volta quindi, nel 2008 di ...And He Told Us to Turn to the Sun per Aagoo Records (USA) e Boring Machines (in Italia) che vede un cambio repentino nello stile della band, a cui segue una continua attività live (quasi 300 concerti in 3 anni), intermezzata dall'uscita dell'EP No Room for the Weak sempre per Aagoo Records-Boring Machines.

## Formazione
Componenti
- Federico 'Freddie' Zanatta - voce, chitarra (2001-presente)
- Chiara Lee - tastiere, voce, percussioni (2001-presente)

Ex componenti
- Vittorio 'GVitron' Demarin - batteria, percussioni (2001-2013)

## Produzioni[5]

### Album in studio
- 2004 - Father Murphy (CD EP, Madcap Collective)
- 2005 - Six Musicians Getting Unknown (CD album, Madcap Collective)
- 2008 - ...And He Told Us to Turn to the Sun (CD/LP album, Aagoo Records/Boring Machines)
- 2011 - Do The Sinister (CD raccolta, Box 13)
- 2012 - Anyway, your Children will deny it (CD/LP album, Aagoo Records)
- 2015 - Croce (CD/LP/tape The Flenser)

### Singoli ed Ep
- 2010 - No Room For The Weak (10", CD Aagoo Records, Boring Machines)
- 2014 - Pain Is on Our Side Now (2x10", Aagoo Records, Boring Machines, tape No=fi Recordings)
- 2015 - Lamentations (10", Backwards)

### Split
- 2004 - When We Were Young The World Wasn't In Your Hands (split con Mrs France - Madcap Collective)
- 2006 - When Ground Figures Bless In Black Tutus (split con Lorenzo Fragiacomo -CD- Madcap Collective)
- 2011 - Split (split con i how much wood would a woodchuck chuck if a woodchuck could chuck wood? -7"- Aagoo Records, Avant!, Boring Machines, Brigadisco, La dèlirante, Madcap Collective)
- 2012 - I Luv Abortion / In The Flood With The Flood (split con Xiu Xiu -7"- Aagoo)

### Compilation
- 2007 - Jardim Elétrico - A Tribute To Os Mutantes - con il brano Ave Lúcifer   (CD, Madcap Collective)
- 2009 -  Rare Or Not Mix 3 - con il brano We Were Colonists  (File MP3, autoprodotto)
- 2010 - OCCII Compilation - A Mix Of Snippets 2002 - 2009 - con il brano Go Sinister (CDr, prodotto da OCCII)
- 2011 - Free Music Impulse - con il brano You Got Worry (2xCD, Hybryda)